# Вершир (Вермонт)
Вершир (англ. Vershire) — місто (англ. town) в США, в окрузі Орандж штату Вермонт. Населення — 672 особи (2020).

## Демографія
Згідно з переписом 2010 року, у місті мешкало 730 осіб у 300 домогосподарствах у складі 189 родин. Було 435 помешкань
Расовий склад населення:
| - 92,3 % — білих - 1,5 % — чорних або афроамериканців - 0,7 % — азіатів - 0,1 % — корінних американців |

До двох чи більше рас належало 5,2 %. Частка іспаномовних становила 1,2 % від усіх жителів.
За віковим діапазоном населення розподілялося таким чином: 20,4 % — особи молодші 18 років, 69,6 % — особи у віці 18—64 років, 10,0 % — особи у віці 65 років та старші. Медіана віку мешканця становила 41,3 року. На 100 осіб жіночої статі у місті припадало 103,9 чоловіків;  на 100 жінок у віці від 18 років та старших — 100,3 чоловіків також старших 18 років.
Середній дохід на одне домашнє господарство  становив 56 881 долар США (медіана — 56 711), а середній дохід на одну сім'ю — 62 033 долари (медіана — 58 977). Медіана доходів становила 45 250 доларів для чоловіків та 34 375 доларів для жінок. За межею бідності перебувало 15,6 % осіб, у тому числі 8,3 % дітей у віці до 18 років та 14,6 % осіб у віці 65 років та старших.
Цивільне працевлаштоване населення становило 374 особи. Основні галузі зайнятості: освіта, охорона здоров'я та соціальна допомога — 38,2 %, виробництво — 17,9 %, будівництво — 11,5 %, сільське господарство, лісництво, риболовля — 7,0 %.